# Commanderie templière

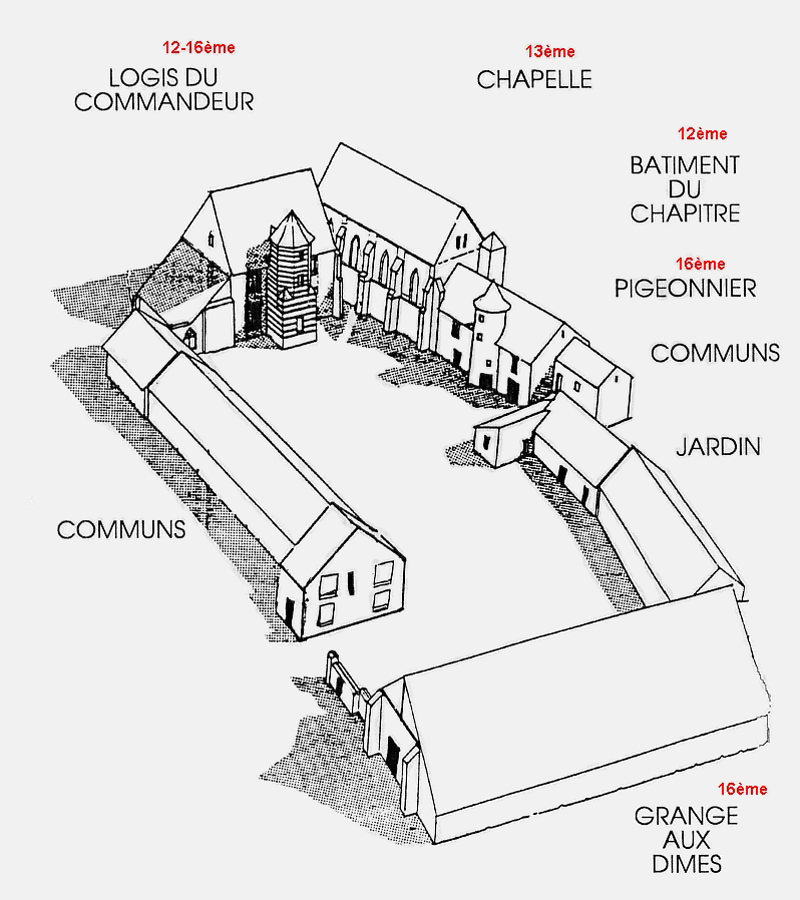
Plan de la commanderie de Coulommiers.

Une commanderie templière est selon Hervé Baptiste, architecte en chef des Monuments historiques, « un ensemble de bâtiments tenant à la fois du monastère et de la ferme de rapport, et destinés à procurer des fonds pour soutenir l'action des chevaliers du Temple en Terre sainte. Contrairement aux commanderies au contact avec les « infidèles » au Moyen-Orient, en Espagne ou au Portugal, il n'y a donc rien ici de militaire ».

## Description
Selon Alain Demurger, il ne s'agit pas d'un lieu unique, mais plutôt d'un ensemble s'apparentant à une circonscription avec une maison mère correspondant à la description donnée par Hervé Baptiste. Il y avait donc des maisons et autres domaines dépendants de la maison chef-lieu et qui n'étaient pas des commanderies au sens propre. L'appellation maison du Temple que l'on retrouve souvent dans les ouvrages sur le sujet ne suffit donc pas pour désigner une commanderie et il y avait de surcroît des commanderies subordonnées. Cependant, il y avait toujours une chapelle à l'intérieur de l'enceinte.

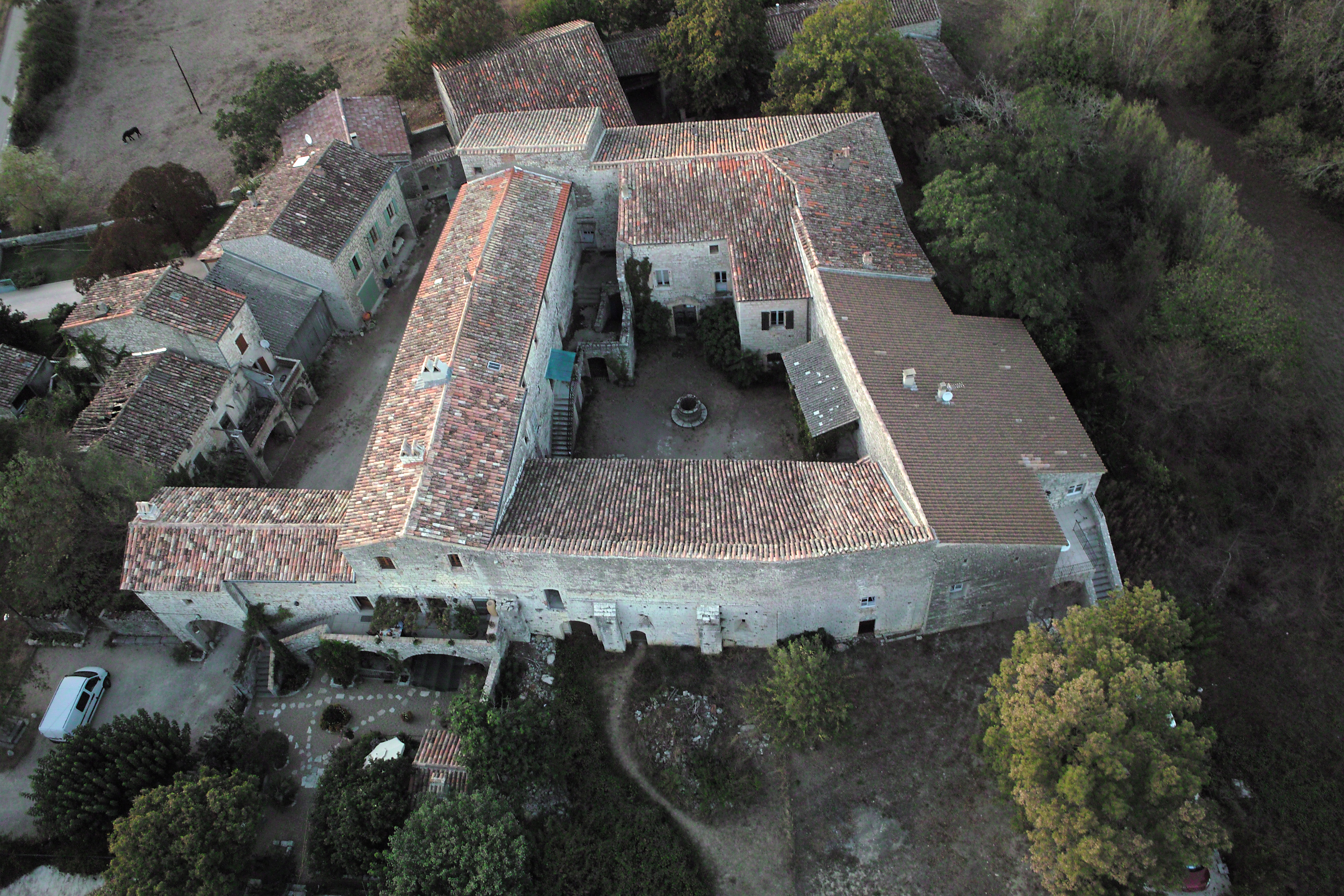
Commanderie de Jalès, vue aérienne du Sud

L'ensemble des bâtiments du chef-lieu de la commanderie comprenait :
- une chapelle (destinée aux templiers et ouverte à eux seuls) ;
- un logis comprenant cuisine, réfectoire et dortoir ;
- une salle du chapitre ;
- des communs : ateliers, granges, charretteries, écuries, étables, colombiers, porcheries…

Dans certaines commanderies, d'autres bâtiments spécialisés étaient adjoints comme une hôtellerie pour accueillir les pèlerins de passage, un hôpital pour soigner les templiers blessés au combat ou une prison pénitentielle.
La commanderie était entourée d'un mur de clôture qui garantissait la tranquillité des moines, protégeait le jardin, le verger et le cimetière.
Attenant à la chapelle, le cimetière était destiné aux frères de la commanderie, mais certains donateurs laïcs de l'ordre y étaient parfois inhumés. Les sépultures templières étaient très simples, à l'image d'une vie d'humilité, sans aucune marque en surface. Les commandeurs étaient autorisés à se faire enterrer à l'intérieur de la chapelle ; dans ce cas, leurs pierres tombales étaient installées sur le sol.
Certaines commanderies ou chapelles templières ont contribué à la fondation de villages et de nouvelles paroisses. Cela s'est passé en Espagne lors de la Reconquista.

## Architecture

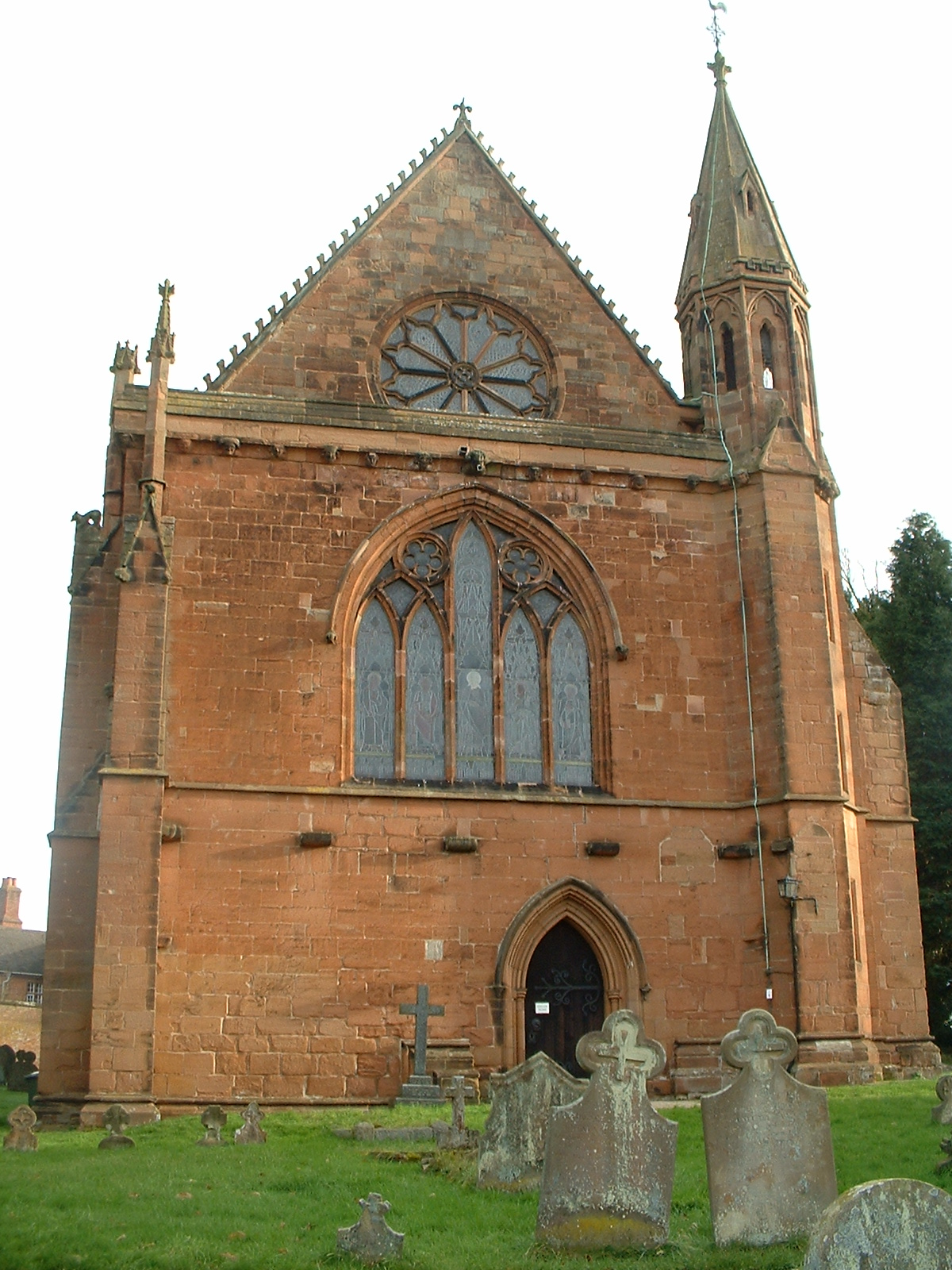
L'église de la commanderie de Balsall, Warwickshire, Angleterre

Les commanderies n'avaient pas une architecture militaire. Par ailleurs, les templiers n'étaient pas des moines cloîtrés. Les commanderies étaient donc dépourvues de cloître. Il existe une architecture régionale de ces constructions réparties dans les pays de l'Occident chrétien du Moyen Âge : France, Angleterre, Espagne, Portugal, Écosse, Irlande, Italie, Pologne, Hongrie, Allemagne…
Les chapelles pouvaient être de style roman (Laon) ou bien de style gothique (Coulommiers).

## Abords
La commanderie était généralement construite en pleine campagne à proximité d'un axe de circulation, une voie romaine par exemple, et non loin d'un bourg. Elle possédait au moins un étang afin de fournir le poisson consommé par les frères lors des repas de jeûne. Un pré servait de terrain d'entraînement militaire plus ou moins aménagé.
Certains enclos templiers constitués de bâtiments entourés d'un mur, étaient situés en ville. C'est le cas à Laon et Arles qui étaient des commanderies urbaines. D'autres commanderies étaient situées dans des ports, Marseille, Venise, La Rochelle... Elles étaient investies, par leur emplacement particulier, d'un rôle très important dans l'activité économique de l'ordre.

## Possessions

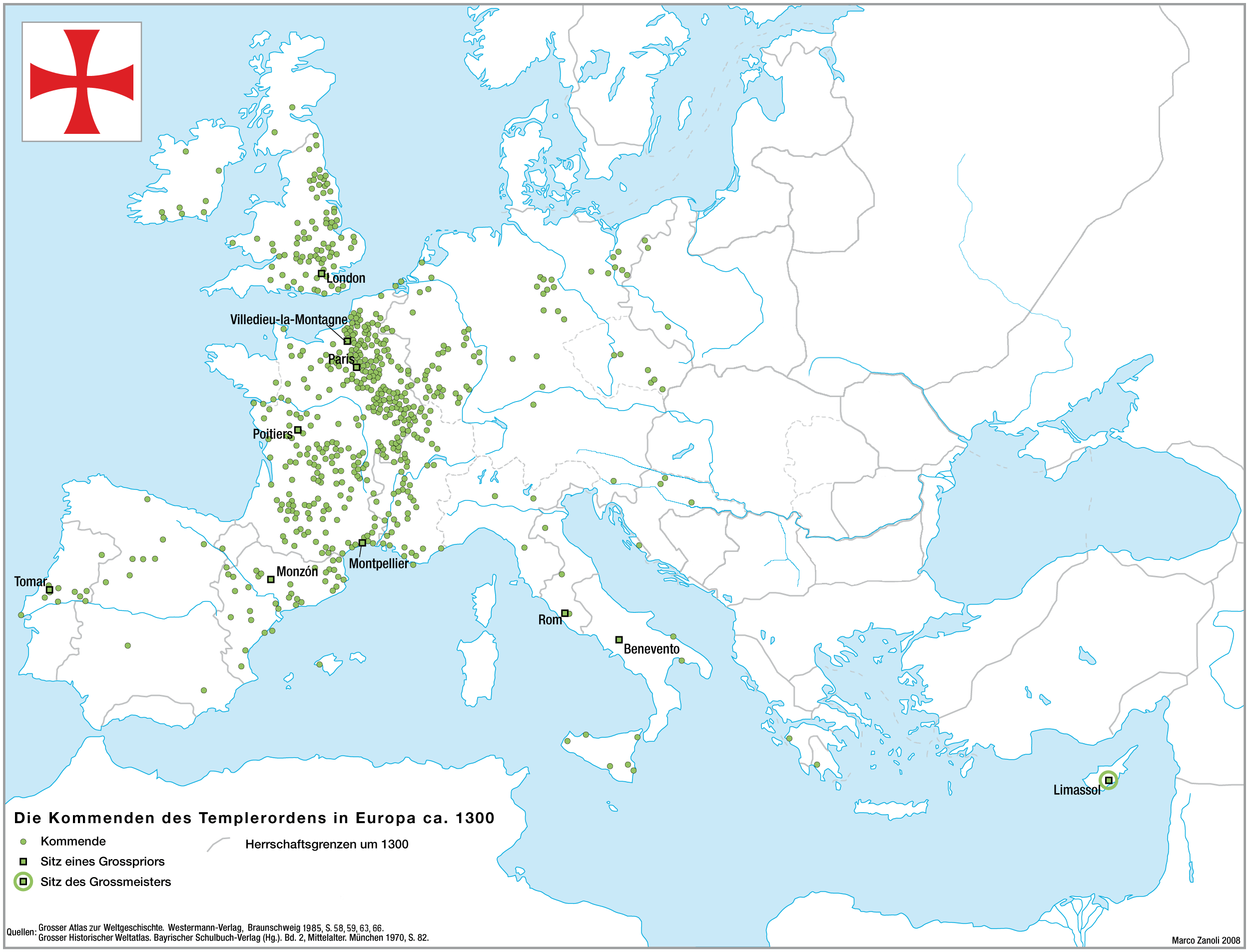
Possessions de l'ordre des Templiers en Europe vers 1300.

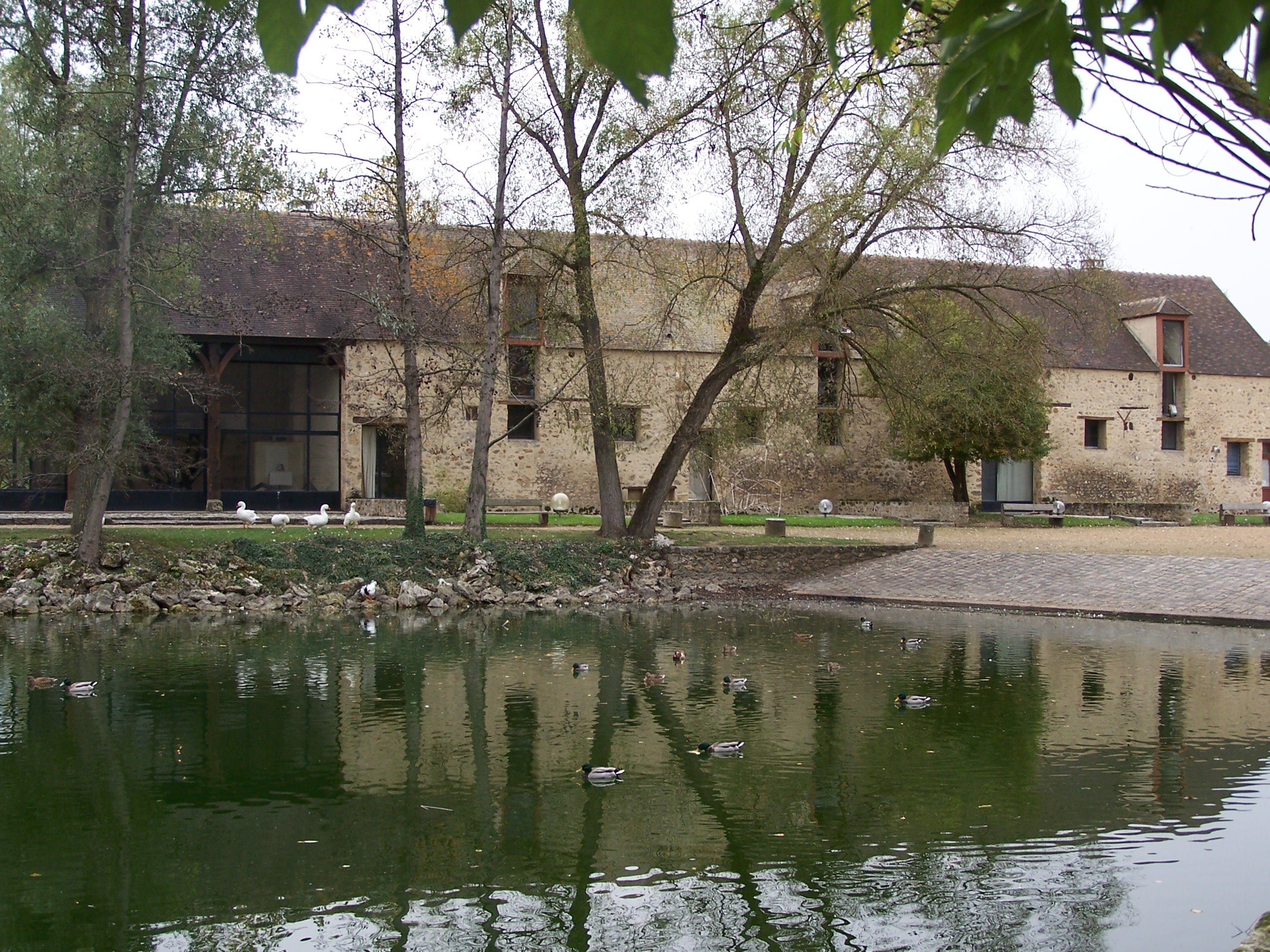
Abreuvoir de la Commanderie de La Villedieu à Élancourt.

La commanderie possédait des terres dites « terres de rapport » (terme opposé à « terres de combat »), comprenant des labours, des bois d'exploitation, des viviers (étangs de pisciculture), des vignobles, des prairies d'élevage, des industries (moulins, pressoirs…), des bâtiments agricoles et des fermes annexes appelées les « écarts », où logeaient les familles de paysans qui travaillaient pour l'ordre. Tous ces biens ont été acquis par l'ordre grâce aux multiples donations qui ont afflué dès sa fondation en 1129.
Une commanderie était fondée à partir d'un premier don important, qui provenait souvent de la haute noblesse. D'après les statuts de l'ordre, il lui était interdit de vendre ces terres, mais il pouvait les échanger afin de les regrouper car les donations foncières ne constituaient pas toujours un ensemble cohérent. Le domaine était administré par la communauté des frères, à la tête de laquelle se trouvait un précepteur ou commandeur qui tenait le rôle d'un abbé dans une abbaye.
Ce commandeur était secondé par un trésorier qui tenait la comptabilité de la commanderie.

## Rôle économique
La commanderie se devait d'assurer l'entretien de la communauté de moines, le règlement des salaires de ses ouvriers permanents ou saisonniers, et de dégager des excédents, prélevés chaque année par un administrateur de l'ordre. Les commanderies étaient une source de financement pour l'entretien d'une armée templière en Terre sainte, c'est pourquoi dans chaque région, les Templiers étaient tenus de développer l'activité la plus rentable possible. Par exemple, ils cultivaient la vigne en Bourgogne et en Anjou, ou encore le blé en Normandie et en Artois. En Angleterre, ils élevaient des moutons pour leur laine, en Aveyron des brebis pour leur fromage et des chevaux qu'ils exportaient en Orient. Mais ils possédaient également des mines, des marais salants, des tanneries… En définitive, ils exploitaient les ressources locales au mieux, afin de générer les revenus nécessaires au fonctionnement de l'ordre ainsi qu'au financement de ses actions en Terre sainte.

## Sources externes
- Instrument de recherche sur les titres de propriété des Commanderies de l'Aisne dans la salle des inventaires virtuelle des Archives nationales
- Instrument de recherche sur les titres de propriété des Commanderies des anciennes provinces d'Artois (Haute-Avesnes, Loison), de Brabant (La Braque et Chantraine), de Flandre (Caëstre et Slype), de Hainaut (Vaillampont), et de la principauté de Liège (Villers-le-Temple) dans la salle des inventaires virtuelle des Archives nationales